# Walckenaeria gomerensis
Walckenaeria gomerensis este o specie de păianjeni din genul Walckenaeria, familia Linyphiidae, descrisă de Wunderlich, 1987.
Este endemică în Insulele Canare. Conform Catalogue of Life specia Walckenaeria gomerensis nu are subspecii cunoscute.